# Vilne, Semenivka
Vilne (în ucraineană Вільне) este un sat în comuna Oceretuvate din raionul Semenivka, regiunea Poltava, Ucraina.

## Demografie
Componența lingvistică a localității Vilne
     Ucraineană (99,14%)
     Alte limbi (0,86%)
Conform recensământului din 2001, majoritatea populației localității Vilne era vorbitoare de ucraineană (99,14%), existând în minoritate și vorbitori de alte limbi.